# Vertikalwinkel

HOR = Horizont, ZEN = Zenit, NAD = Nadir,
Objekt 1 (über dem Horizont): h = Höhenwinkel, z = Zenitwinkel,
Objekt 2 (unter dem Horizont): t = Tiefenwinkel, n = Nadirwinkel

Vertikalwinkel sind in einer lotrechten Ebene gemessene Winkel. In der Geodäsie und der Astrometrie beschreiben sie insbesondere alle auf die Lotrichtung bezogenen Winkel.
Werden der Zenit, der Nadir und der Horizont als Ausgangslage gewählt, lassen sich folgende vier Vertikalwinkel definieren:
- Zenitwinkel {\displaystyle z} (auch Zenitdistanz, Zenitabstand): als Winkel eines Punktes unter dem Zenit;
- Höhenwinkel {\displaystyle h} (auch Höhe, Elevation, Altitude): als Winkel eines Punktes über dem Horizont;
- Tiefenwinkel {\displaystyle t} (auch Depressionswinkel): als Winkel eines Punktes unter dem Horizont;
- Nadirwinkel {\displaystyle n}: als Winkel über dem Nadir (der Punkt, der dem Zenit gegenüberliegt).

Es gilt: {\displaystyle h+z=90^{\circ }} und {\displaystyle n+t=90^{\circ }}.
Höhenwinkel und Tiefenwinkel entsprechen dem Sehwinkel zwischen der Visierlinie und dem Horizont. Zenitwinkel und Nadirwinkel entsprechen dem Sehwinkel zwischen der Visierlinie und der Lotrichtung.

## Einheiten
Vertikalwinkel werden in der Astronomie oft in Grad oder sexagesimal in Grad-Minuten-Sekunden (° ′ ″) angegeben, während in der Geodäsie Gon verwendet werden. Beim Militär und in der Ballistik wird als Winkeleinheit auch der „Strich“ verwendet (6400¯ = 360°), weil er die Entfernungsmessung erleichtert (der Sinus von 1¯ ist fast genau 0,001).

## Winkelarten

Höhenmessung: Der lotrechte Abstand von Objekt 1 zur Bodenfläche ist die Summe aus der Stativhöhe und dem lotrechten Abstand von Objekt 1 zur Referenzfläche.

### Höhenwinkel
Ein Höhenwinkel ist der Winkel eines Punktes über einer Referenzfläche (etwa dem Horizont). In der Astronomie wird er auch kurz als Höhe bezeichnet. In der Geodäsie bezeichnet Höhe jedoch den lotrechten Abstand von der Referenzfläche.
Die Höhenmessungen mit Libellen- oder pendelkompensierten Instrumenten beziehen sich auf den „mathematischen Horizont“, der durch die Lotrichtung realisiert wird, also ohne auf die tatsächliche Erscheinung des Horizonts (geprägt z. B. durch Vegetation, Gebäude und Berge) Rücksicht zu nehmen. In der Seefahrt wurden mit üblichen Sextanten die Sonnen- oder Sternhöhen über der Kimm gemessen, das ist die scheinbare Trennlinie zwischen Meer und Himmel. Die Kimmtiefe ist dann von der Messung abzuziehen, um den Höhenwinkel zu erhalten.

### Tiefenwinkel
Ein Tiefenwinkel {\displaystyle t} ist der Winkel eines Punktes unter dem Horizont.
Er wird wie der Höhenwinkel verwendet, aber für Fälle, in denen der Beobachter höher steht als das Objekt. In diesem Fall hat der Höhenwinkel ein negatives Vorzeichen, der Tiefenwinkel aber ein positives. Für Objekte unterhalb des Horizonts gilt also {\displaystyle t=-h}.
Der Tiefenwinkel wird mitunter als Depressionswinkel bezeichnet. Er ist vom Neigungswinkel zu unterscheiden, der die Neigung eines Geräts bezüglich der Lotrichtung beschreibt und sowohl positiv als auch negativ sein kann.

### Zenitwinkel
Der Zenitwinkel oder die Zenitdistanz ist der Winkel zwischen einem Zielpunkt und der Lotrichtung. Ehemals wurde der Zenitwinkel auch „Vertikalwinkel“ genannt, was heute aber aufgrund missverständlicher Begriffsnutzung vermieden wird.
Die Verwendung von Zenitwinkeln im Gegensatz zu Höhen- und Tiefenwinkeln hat mehrere Vorteile:
- Zenitwinkel benötigen kein Vorzeichen, weil sie immer zwischen 0° und 180° liegen (zwischen 0° und 90° bei Objekten über dem Horizont und zwischen 90° und 180° bei Objekten unter dem Horizont).
- Der Bezug zur Vertikalachse des Messinstruments ist ein direkter (die üblichen Formeln gelten auch für schrägliegende Messachsen, etwa im Maschinenbau)
- Der Zenit ist klar definiert, während mit dem Bezug auf den „Horizont“ der mathematische gemeint sein kann, aber auch der nautische Horizont, ein Kreisel- oder der Landschaftshorizont.
- Die meisten Messgeräte verwenden den Zenitwinkel als ausgegebenen Vertikalwinkel.

### Nadirwinkel
Nadirwinkel werden vor allem in der Fernerkundung und Photogrammetrie verwendet. Der Winkel zum Nadir liegt bei Luftbildaufnahmen idealerweise um 0° herum, da zu große Abweichungen zum Nadir Bildverzerrungen hervorrufen und die Orthogonalaufnahme unbrauchbar machen. Bei horizontnahen Punkten liegt der zum Horizont gerichtete Nadirwinkel bei 90°.

## Verwendung
Vertikalwinkel dienen zur Bestimmung von Höhen, der geografischen Koordinaten, zur Vermessung von terrestrischen Objekten und Positionen sowie in der Astronomie zur Einmessung von Himmelskörpern.

### Verwendung in der Astronomie
Den Höhenwinkel eines Himmelskörpers nennt man astronomische Höhe (auch deutsch Altitude); er wird üblicherweise mit {\displaystyle h} bezeichnet. Die Höhe eines Gestirns kann zwischen +90° (der Zenit) und −90° (der Nadir) betragen, wobei eine positive Höhe anzeigt, dass das Objekt über dem Horizont steht, während eine negative Höhe bedeutet, dass das Objekt unter dem Horizont steht.
Zusammen mit dem Azimut {\displaystyle a} bildet die Höhe {\displaystyle h} ein topozentrisches horizontales Koordinatensystem oder allgemeiner ein azimutales Koordinatensystem.

### Verwendung in der Geodäsie

Geodätische Terminologie:
HOR=Horizont, ZEN=Zenit, NAD=Nadir, β=Höhenwinkel, ζ=Zenitwinkel

In der Geodäsie beschränkt sich die Verwendung der Vertikalwinkel auf zwei, da sie für ihre Ausgangslage jeweils eindeutig bestimmt werden können:
- Zenitwinkel {\displaystyle \zeta } (oder {\displaystyle z}): als Winkel eines Punktes unter dem Zenit;
- Höhenwinkel {\displaystyle \beta } (oder {\displaystyle b}): als Winkel eines Punktes über oder unter dem Horizont, wobei das Vorzeichen die Richtung bestimmt;

Es gilt: {\displaystyle \beta +\zeta =90^{\circ }}.
In der Geodäsie wird ein Tiefenwinkel üblicherweise durch einen Höhenwinkel mit negativem Vorzeichen ausgedrückt. Ebenso wird der Nadirwinkel durch den supplementären Zenitwinkel ersetzt.

## Messung

### Richtungsbezug
Ein gemessener Vertikalwinkel bezieht sich auf die wahre Lotrichtung – auch astronomische Lotrichtung genannt – und damit auf das natürliche Koordinatensystem. Jedoch kann sich ein geodätisch berechneter Vertikalwinkel auch auf die Normale des Erdellipsoids im Messpunkt beziehen. Diese schließt mit dem wahren Lot (welche auf dem Geoid und somit auf dem messbaren Schwerefeld der Erde beruht) die Lotabweichung ein. Sie kann im Hügelland etwa 10″ betragen, im Hochgebirge aber 30–60″ erreichen.

### Realisierung des Richtungsbezugs
Den Bezug des Messgeräts auf die exakte Lotrichtung stellt eine Libelle oder ein Lotsensor her. Letzterer kann ein Flüssigkeits-Kompensator im Strahlengang des Zielfernrohrs sein, oder ein kleiner Pendelkörper in der Ableseoptik. In der Technik und Navigation wird auch bezüglich von Kreiselplattformen gemessen.

### Messgeräte
Die wichtigsten Instrumente für Vertikalwinkelmessungen sind, nach ihrer Messgenauigkeit geordnet:
- Zenitteleskop und Fotografisches Zenitteleskop sowie
- Zenitkameras, Meridiankreis und Passageninstrument (±0,01…0,1″)
- Theodolit und Tachymeter (je nach Zweck ±0,5…10″)
- Lotinstrumente und Neigungsmesser; für nautische Höhenmessung auch Sextanten (± 0,5…5′)
- Winkelmesser und Peilgeräte (±0,2…1°).
- Astrolab, das Navigationsgerät der frühen Seefahrer, ca. ±0,5°.

### Korrekturen
Für höhere Genauigkeiten als eine Bogenminute muss der gemessene Vertikalwinkel unbedingt um den Einfluss von Höhenindexfehler und Refraktion reduziert werden:
- Der Höhenindexfehler ist die Abweichung der Nullrichtung des Instrumentes von der Lotrichtung bzw. von der Horizontalen. Er wird mit der Höhenkreis-Libelle oder (bei neueren Theodoliten) mit einem Neigungssensor bestimmt.
- Jede Messung innerhalb der Erdatmosphäre wird von der Refraktion beeinflusst. Verläuft der Lichtstrahl gänzlich innerhalb der Atmosphäre, spricht man von terrestrischer Refraktion.
- Wird hingegen ein Gestirn oder ein Erdsatellit eingemessen, nennt man die Lichtkrümmung Satelliten- bzw. astronomische Refraktion. Sie beträgt bei einem Zenitwinkel {\displaystyle z=45^{\circ }} etwa 1′ (55–65″) und bei horizontnahen Gestirnen bis zu 0,6° (33–40′). Die Krümmung des Lichtverlaufs aufgrund der terrestrischen Refraktion wird hingegen in Bruchteilen der Erdkrümmung angegeben und beläuft sich im Durchschnitt auf das 0,13-fache des reziproken Erdradius. Sie kann jedoch in Bodennähe (insbesondere im Sommer) auch negative Werte annehmen.
- Für spezielle Zwecke der Erdmessung und Landesvermessung ist auch eine Reduktion wegen des Einflusses der Lotabweichung (bis zu 50″) vorzunehmen.